# Васюта Парасковія Варфоломіївна
Парасковія Варфоломіївна Васюта (нар. 12 серпня 1890, село Уховецьк, тепер Ковельського району Волинської області — 11 лютого 1979, село Уховецьк Ковельського району Волинської області) — українська радянська діячка, колгоспниця, член правління колгоспу імені Сталіна села Уховецьк Ковельського району Волинської області. Депутат Верховної Ради СРСР 2-го скликання.

## Біографія
Народилася в селянській родині. У роки І-ї світової війни разом з малими дітьми була евакуйована до Курської губернії. Взимку 1920 року повернулася з родиною до села Уховецька. Працювала в сільському господарстві.
Брала участь у прокомуністичному русі, розповсюджувала революційні газети і листівки, збирала кошти і продукти для політичних в'язнів.
Член КПЗУ з 1932 року.
За участь у першотравневій демонстрації 1934 року арештовувалася польською поліцією. У 1934 році польською владою були вбиті її чоловік Адам та син Степан Васюта, секретар Уховецького районного комітету Комуністичної спілки молоді Західної України.
На початку 1940 року, разом із сином Михайлом була ініціатором створення і організатором першого у Волинській області колгоспу імені Сталіна в селі Уховецьк, де працювала колгоспницею.
Під час німецько-радянської війни у червні 1941 року була евакуйована до Орловської області РРФСР. Влітку 1944 року повернулася до села Уховецьк Ковельського району Волинської області.
Працювала колгоспницею в колгоспі імені Сталіна, завідувала тваринницькою фермою, була заступником голови правління колгоспу села Уховецьк Ковельського району Волинської області.
Потім — персональний пенсіонер республіканського значення.

## Нагороди та відзнаки
- медаль «За доблесну працю у Великій Вітчизняній війні 1941—1945 рр.»
- медаль «За добесну працю. В ознаменування 100-річчя з дня народження Володимира Ілліча Леніна» (1970)